# 栗鸢
栗鸢（学名：Haliastur indus）为鹰科栗鸢属的鸟类，該科還包括許多其他日行性猛禽，如鷹、鵟和鷂，分佈於印度次大陸、東南亞和澳洲。栗鳶主要棲息在海岸和內陸濕地，捕食死魚和其他獵物。成鳥具有紅褐色的體羽，與白色的頭部和胸部形成鮮明對比，易於與其他猛禽區分。该物种的模式产地在印度本地治里。

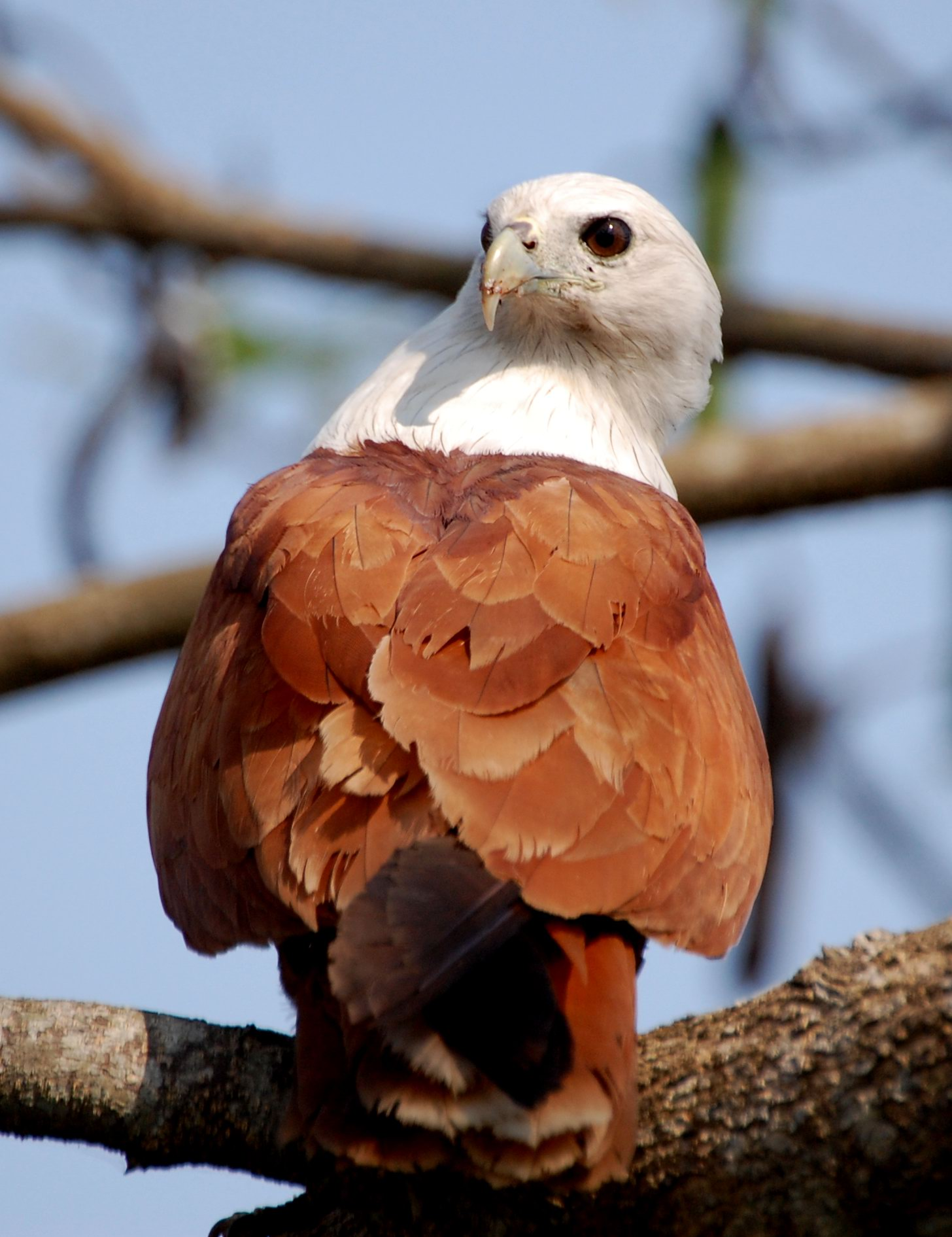

## 分類學
1760年，法國動物學家馬蒂蘭·雅克·布里松根據在印度本地治里收集的標本，描述並繪製了栗鳶，這段記錄出現在他編纂的Oiseaux的第一卷中。他使用法語名稱L'aigle de Pondichery. 法國博學者喬治-路易·勒克萊爾·德·布豐在他的《鳥類自然史》中收錄了栗鳶。還在由弗朗索瓦-尼古拉斯·馬丁內斯雕刻在《自然歷史的平面》（Planches Enluminées D'Histoire Naturelle） 中的手工著色版中進行了插圖，該版畫是在艾德姆-路易·道本頓的監督下製作的，以配合布豐的文本。布里松和布豐都沒有給出科學名稱，但在1783年，荷蘭自然學家彼得·博達爾特在他的Planches Enluminées目錄中創造了雙名法名稱Falco indus。栗鳶現在與嘯栗鳶一起被歸類於英國自然學家普里德奧·約翰·塞爾比於1840年創立的栗鳶屬中。

## 亚种
目前共認可四個亞種：
| 圖像 | 亞種                                           | 分佈區域                                                                           |
| ---- | ---------------------------------------------- | ---------------------------------------------------------------------------------- |
|      | Haliastur indus indus（博達爾特, 1783）        | 南亞。在中国大陆，分布于湖北、江西、浙江、福建、广西、江苏、广东、云南、西藏等地。 |
|      | Haliastur indus intermedius 布萊思, 1865       | 馬來半島、大巽他群島及小巽他群島、蘇拉威西和菲律賓                                 |
|      | Haliastur indus girrenera（維亞律, 1822）      | 新幾內亞、俾斯麥群島及澳大利亞北部                                                 |
|      | Haliastur indus flavirostris 康登&阿瑪頓, 1954 | 所羅門群島                                                                         |

## 描述
栗鳶顏色鮮明，身體為栗色羽毛，頭部和胸部為白色，翅尖為黑色。幼鳥則偏棕色，但可以通過其較淺的外觀、更短的翅膀和圓形尾巴區分出它與亞洲的黑鳶的定居種及遷徙種。其翼下腕部的淺色斑塊呈方形，且與鵟（Buteo）區分開來。栗鳶的體型與黑鳶（Milvus migrans）相當，飛行時具有典型的鳶類飛行模式，翅膀呈角度，但尾部是圓形的，這與鳶屬（Milvus）紅鳶及黑鳶這些具有分叉尾巴的種類不同。然而，這兩個屬彼此非常接近。
它的叫聲是一種尖銳的keeyew聲音。

## 分佈與現狀
這種鳶在斯里蘭卡、尼泊爾、印度、伊朗、巴基斯坦、孟加拉國和東南亞的天空中經常可見，並且向南一直延伸到澳洲的新南威爾士，這個地區它廣泛分佈且為留鳥。在其分佈範圍的某些地區，牠們會進行與降雨相關的季節性遷徙活動。
牠們主要出現在平原，但有時也會出現在海拔超過5000英尺的喜馬拉雅山區。
在IUCN瀕危物種紅色名錄中，牠被評估為無危物種。然而，在某些地區，如爪哇，這一物種的數量正在下降。

## 行為

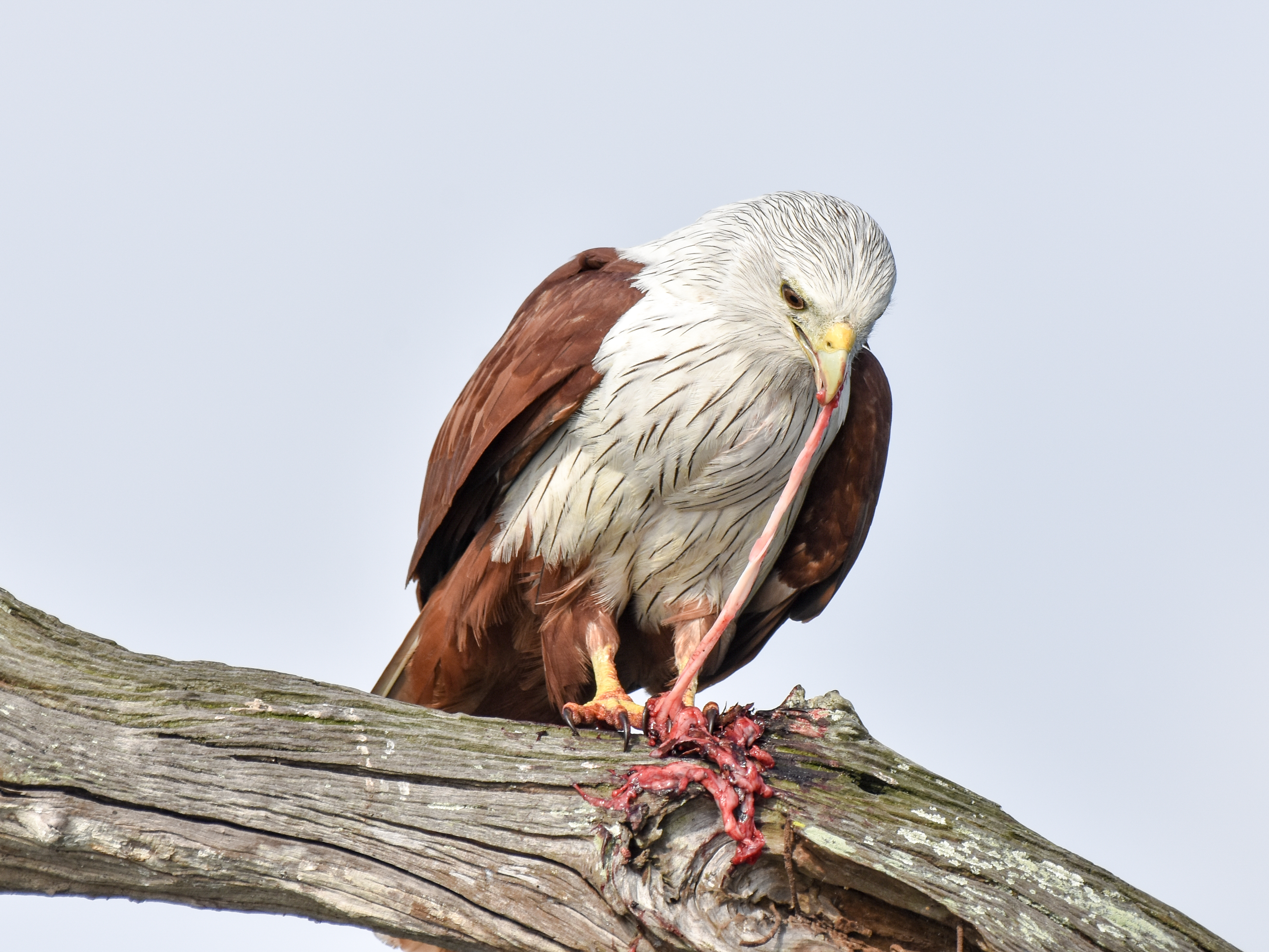
進食中的栗鳶，卡比尼水庫, 印度

在南亞的繁殖季節是從12月到4月。 在澳洲南部和東部，繁殖季節是8月到10月，而在北部和西部，則是4月到6月。 牠們的巢由小樹枝和樹枝構成，內部有碗狀結構，並襯有葉子，巢位於各種樹木上，通常是紅樹林。 牠們顯示出相當的地點忠誠度，年復一年在同一地區築巢。在一些罕見的情況下，有人發現牠們在樹下的地面上築巢。 一窩產兩枚淺灰色或藍白色的橢圓形蛋，尺寸為52 x 41 mm。雙親共同參與築巢和餵食，但可能只有雌鳥負責孵卵。孵卵期約為26至27天。
牠主要是食腐動物，主要以死魚和螃蟹為食，特別是在濕地和沼澤地，但偶爾也會獵捕活的獵物，如野兔和蝙蝠。 牠們還可能進行盜食寄生行為，試圖從其他鳥類手中搶走獵物。 甚至有記錄顯示，栗鳶會利用伊河海豚將魚群趕到水面上。 曾有記錄顯示，栗鳶在某些罕見情況下會在蜂巢取食蜂蜜。牠也會在印度吃下供奉的米飯或熟食。
幼鳥可能會展現玩耍行為，丟下葉子並試圖在空中抓住它們。 當在水面上捕魚時，有時會落入水中，但牠們能夠輕鬆游泳並再次起飛。
牠們通常集體棲息在大型且孤立的樹木上，曾有人在同一地點觀察到多達600隻栗鳶。
牠們可能會圍攻較大的猛禽，如鵰屬（Aquila）鷹。曾有事件顯示，栗鳶圍攻亞洲草原雕（Aquila rapax）時，牠們會被攻擊且受傷甚至死亡。
已經報告了多種屬於Kurodaia、Colpocephalum和Degeeriella屬的體外寄生羽蝨。

## 在文化中的角色
在印度尼西亞語中，栗鳶被稱為elang bondol，是雅加達的官方吉祥物。在印度教中，栗鳶被認為是毗濕奴的神鳥加魯達的當代代表。
在馬來西亞，位於半島東北海岸外的浮羅交怡島因這種鳥而得名（kawi表示一種用於裝飾陶器的赭石狀石頭，並暗指該鳥的主要羽毛顏色）。對於馬來西亞砂拉越上拉讓江的伊班族來說，栗鳶被認為是當神靈辛格蘭布隆降臨地球時的化身。辛格蘭布隆是無可比擬的終極神祇，在各個方面擁有卓越的能力。他也被稱為戰爭之神。
來自布干維爾島中心地區的一個寓言講述了一位母親在園藝時將嬰兒留在香蕉樹下，結果嬰兒漂浮到天空中，哭泣著變成了Kaa'nang，即栗鳶，而其項鍊則變成了鳥的羽毛。
2018年亚洲残疾人运动会的吉祥物“MOMO”就是来自一只栗鸢。